# Giuseppe Sardi (Architekt, 1624)

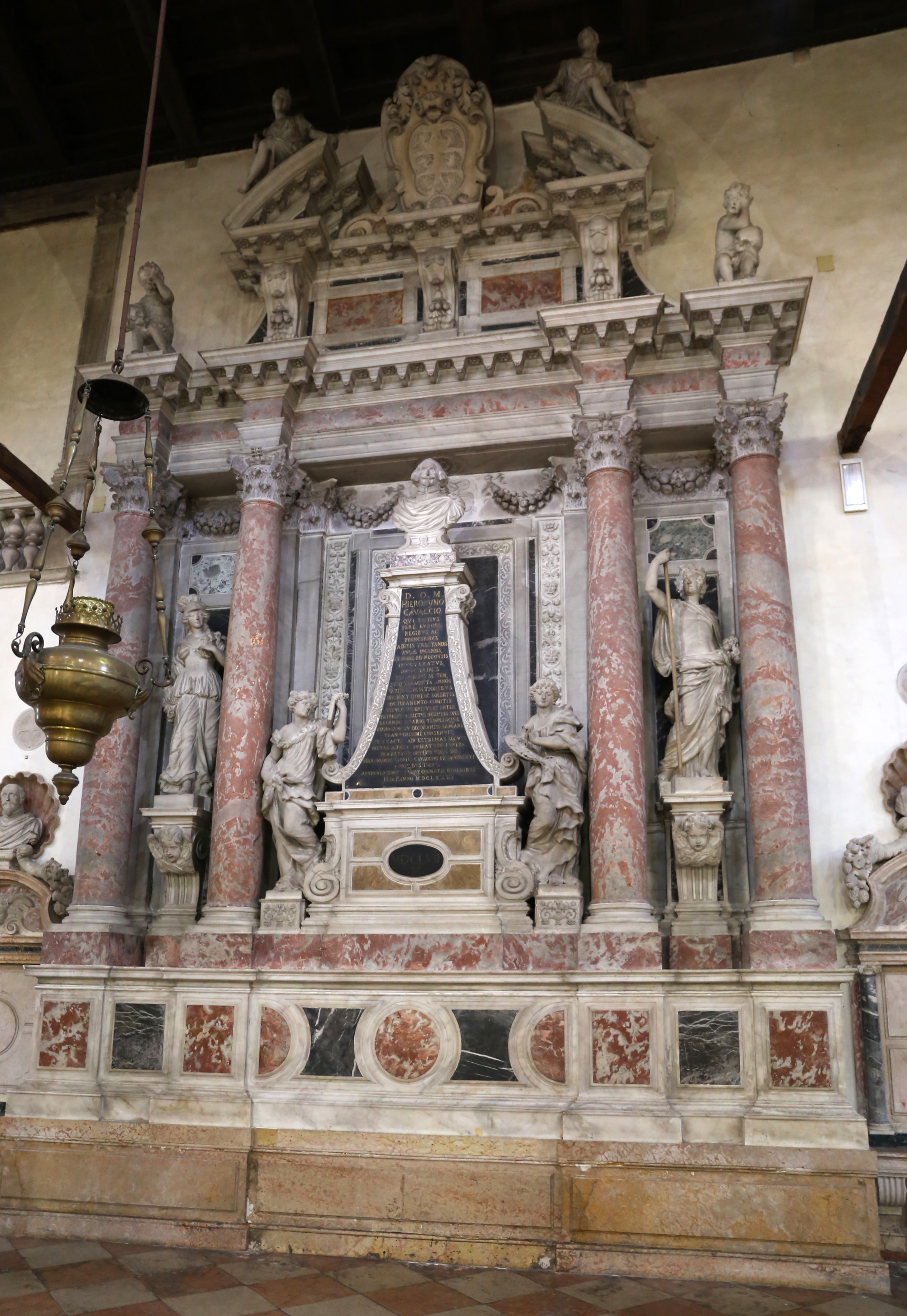
Grabmal des Girolamo Cavazza, 1657, Madonna dell’Orto, Venedig

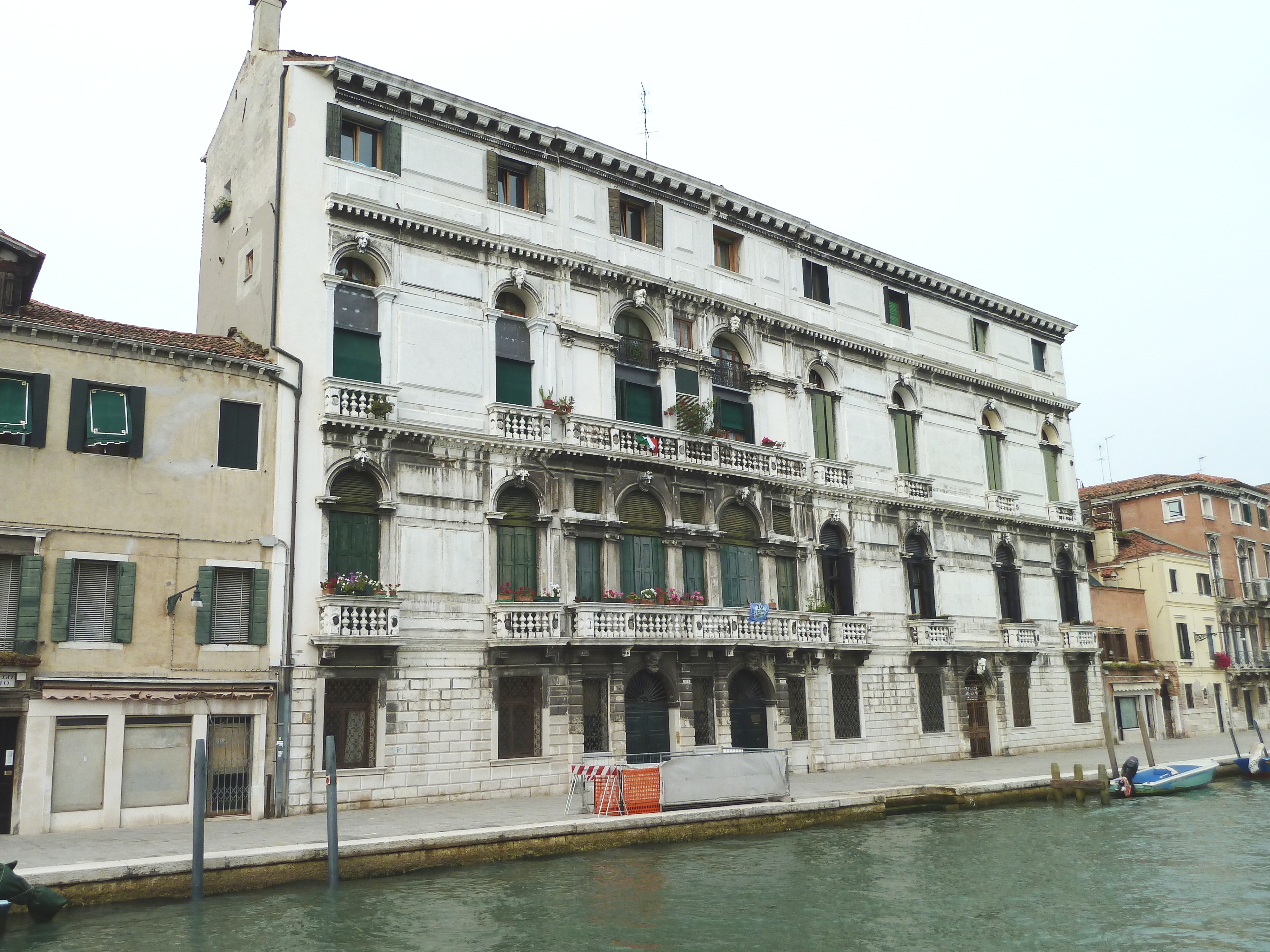
Palazzo Surian Bellotto, Venedig

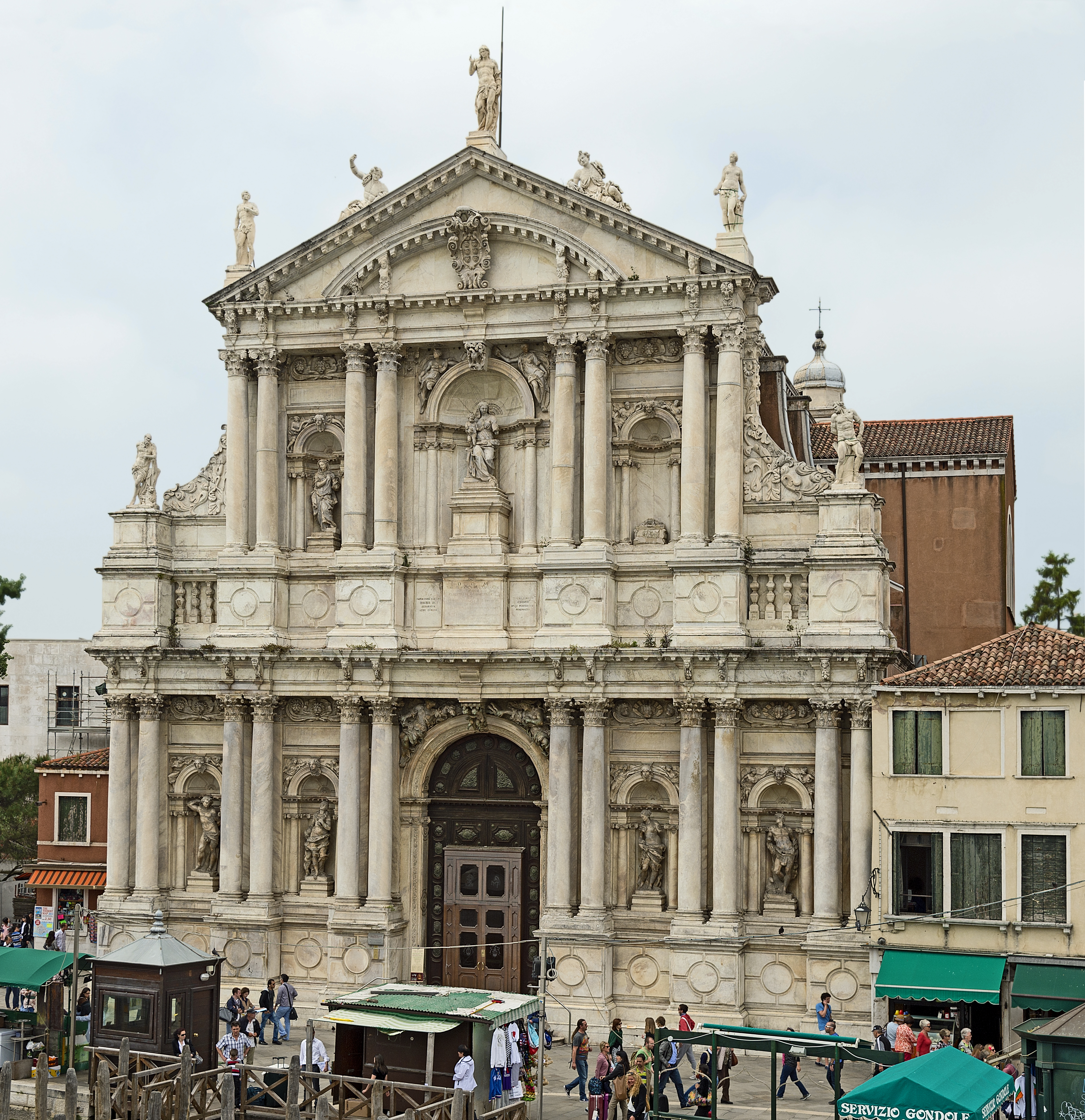
Santa Maria degli Scalzi, Venedig

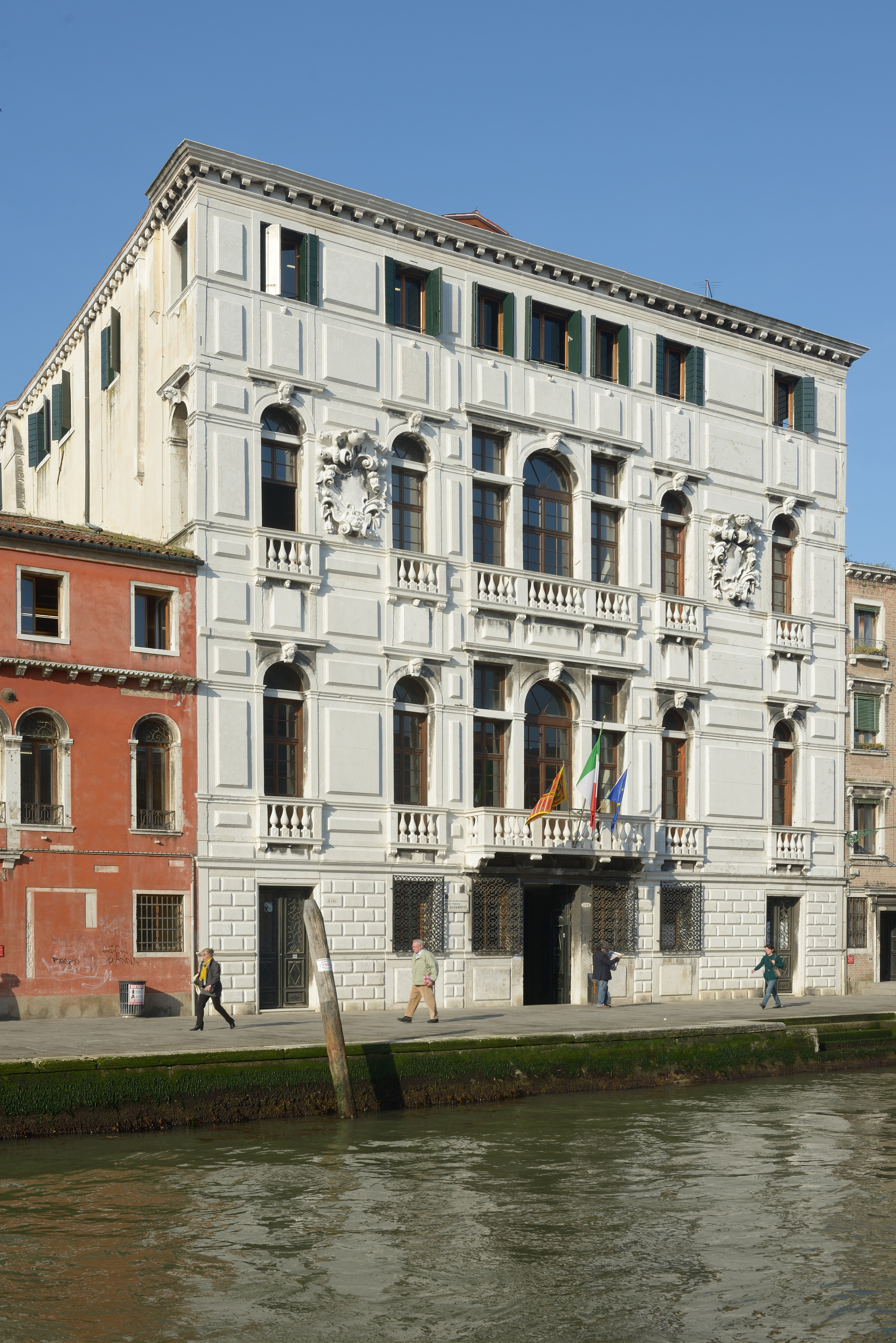
Palazzo Savorgnan, Venedig

Giuseppe Sardi (* 24. April 1624 in Venedig; † 21. September 1699 ebenda, heimatberechtigt in Morcote) war ein Schweizer Architekt, der vor allem in der Republik Venedig tätig war.

## Leben
Giuseppe Sardi war ein Sohn des Baumeisters Antonio und dessen Ehefrau Bianca Raggi. Er heiratete 1643 Maria Bertoni. In der väterlichen Werkstatt erhielt Giuseppe eine solide Ausbildung, zunächst als Steinmetz und dann als Architekt. Nach ersten Aufträgen auf dem Festland führte er nach dem Tod des Vaters im Jahre 1661 dessen noch unvollendete Bauten in Venedig zu Ende, zum Beispiel die Fassade der Kirche San Salvador unweit der Rialto-Brücke. Auf dem gleichen Platz, dem Campo San Salvador, gestaltete Sardi etwas später die Fassade der Scuola Grande di San Teodoro.
Privatleute, auf Sardi aufmerksam geworden, beauftragten ihn mit dem Bau stattlicher Häuser. Als Beispiele seien genannt: Palazzo Surian mit asymmetrischer Fassade am Cannaregio-Kanal; Palazzo Savorgnan, ganz in der Nähe errichtet für die alteingesessene Patrizierfamilie Savorgnan; Palazzo Flangini für Girolamo Flangini, der von der Insel Zypern stammte. Von 1658 bis 1665 errichtete Sardi das Grabmonument für den Prokurator Alvise Mocenigo in der Kirche San Lazzaro dei Mendicanti im Sestiere Castello; deren Fassade stammt ebenfalls von ihm.
1678 entwarf Sardi den Turm für die Kirche Santa Maria dei Carmini, der jedoch wegen eines Fehlers des ausführenden Baumeisters gefährlich schief wurde. Der Baumeister erhielt dafür den Spitznamen Der Verdrehte. In den Jahren 1680 bis 1683 schuf Sardi die Fassade der Kirche Santa Maria del Giglio, von 1683 bis 1689 die von Santa Maria degli Scalzi, beide in Venedig.